# Jake Wood
 (mars 2012).
Si vous disposez d'ouvrages ou d'articles de référence ou si vous connaissez des sites web de qualité traitant du thème abordé ici, merci de compléter l'article en donnant les références utiles à sa vérifiabilité et en les liant à la section « Notes et références ».
Jake Dylan Wood (né le 12 juillet 1972 à Westminster, à Londres) est un acteur britannique, surtout connu pour le rôle de Max Branning dans le feuilleton télévisé britannique EastEnders et aux États-Unis comme la voix actuelle des campagnes de publicité de l'assureur GEICO.

## Biographie
Jake Wood obtient son premier rôle dans le film La Chair et le Sang, en 1985. Il s'est depuis illustré dans plusieurs séries télévisées comme May to December (en), Minder, Only Fools and Horses, Murder in Mind, Press Gang, La Brigade du courage, Sean's Show (en), Inspecteur Morse, One Foot in the Grave, Red Dwarf, Inspecteur Frost, The Bill, Classé Surnaturel et Doc Martin. Il a fait une apparition en tant que chanteur de Noël dans The Thin Blue Line avec Mr Bean et est apparu dans les films Vera Drake et L'Illusionniste avec Edward Norton et Jessica Biel. En outre, il est apparu dans Le Café des Rêves (en), un drame en cinq parties produit par la BBC pour les étudiants français.
Jake Wood a joué la voix d'annonceur en 1989 pour la publicité télévisée des Pages jaunes américaines, et est actuellement la voix des publicités de GEICO sur les chaînes de télévision américaines. 
En juin 2006, il rejoint la BBC et interprète le rôle de Max Branning dans le feuilleton britannique EastEnders. En mars 2008, il prend un congé de paternité puis réapparaît à l'écran le 23 juin 2008. Pour son travail dans EastEnders, il a remporté des prix lors des Soap Awards et des Inside Soap Awards britanniques.
En 2014, il participe à l'émission Strictly Come Dancing, l'équivalent de Danse avec les Stars en Angleterre. Associé à Janette Manrara, le couple est éliminé en demi-finale de la compétition.

## Vie personnelle
Jake Wood épouse Alison Murray en 2001, avec qui il a eu deux enfants : sa fille Ambre (né en 2005) et son fils Buster (né en 2008).
Il est un ami proche de l'ancienne actrice Kacey Ainsworth (en), qui l'a recommandé pour le rôle de Max Branning.
Wood est un fan du Arsenal Football Club. Il a pris part au Great North Run de 2007. 